# Mount Hubley (Alaska)
Mount Hubley (2718 m) – drugi co do wysokości szczyt w Górach Brooksa na Alasce w Stanach Zjednoczonych.
Szczyt znajduje się we wschodnich Górach Brooksa (Eastern Brooks Range), określanych też jako Romanzof Mountains (Góry Rumiancewa). Góra znajduje się w odległości ok. 1 km od najwyższego szczytu Gór Brooksa – Mount Isto (2736 m). Wybitność szczytu Mount Hubley wynosi 493 m. Góra wznosi się na terenie chronionym, tzw. Arctic National Wildlife Refuge (Narodowy Arktyczny Rezerwat Przyrody). Szczyt został nazwany w 1958 roku na cześć dra Richarda Carletona Hubleya (1926-1957), który zginął podczas badań lodowca McCall Glacier 28 października 1957 roku.
Podczas badań przeprowadzonych przez amerykański zespół glacjologów z University of Alaska w 2014 roku odkryto, iż Mount Hubley jest drugim pod względem wysokości szczytem w Górach Brooksa, ustępując tylko Mount Isto (2736 m). Wcześniej uważano, że jest pod tym względem trzeci, niższy również od Mount Chamberlin.